# Wielki słownik języka polskiego PAN
Wielki słownik języka polskiego PAN (w skrócie WSJP lub WSJP PAN) – elektroniczny słownik języka polskiego, opracowywany pod kierunkiem profesora Piotra Żmigrodzkiego. Leksykon powstaje od 2007 roku w pracowni Instytutu Języka Polskiego PAN i jest publikowany jedynie w Internecie. Oficjalnie na końcu nazwy widnieje skrótowiec Polskiej Akademii Nauk, jednak w języku potocznym, jak i na oficjalnej stronie, jest on pomijany.
W kwietniu 2013 roku słownik ten uzyskał honorowy patronat Senatu Rzeczypospolitej Polskiej.

## Charakterystyka
Słownik ma charakter deskryptywny (opisowy) i synchroniczny. Obejmuje słownictwo występujące w tekstach powstałych po 1945. Zasoby słownika są udostępniane bezpłatnie. 
Wszystkie uwzględnione znaczenia słów są udokumentowane cytatami z Narodowego Korpusu Języka Polskiego. Na hasło składają się sekcje „Definicja”, „Kwalifikacja tematyczna”, „Relacje znaczeniowe”, „Połączenia”, „Cytaty”, „Odmiana” i „Pochodzenie”, a także – w niektórych artykułach – „Wymowa”. Podane są pełne paradygmaty fleksyjne. Przywołane są także wyrazy o znaczeniu takim samym lub zbliżonym (synonimy), przeciwnym (antonimy) i nadrzędnym, bardziej ogólnym (hiperonimy).

## Rozwój
Do końca 2012 opracowano 15 tysięcy najczęstszych słów. Do 2018 trwały prace nad powiększeniem do 50 tysięcy słów. We wrześniu 2021 roku słownik miał ponad 83 tysiące haseł. Słownik jest wyposażony w wewnętrzną wyszukiwarkę. 
W redagowaniu słownika uczestniczą uczeni z kilku ośrodków, między innymi Warszawy, Krakowa, Katowic i Torunia. Do komitetu redakcyjnego słownika należą, oprócz redaktora naukowego, profesorowie Mirosław Bańko, Renata Przybylska, Maciej Grochowski i Jadwiga Waniakowa, jak również Monika Biesaga, Anna Czelakowska i Jakub Bobrowski. Do zespołu autorów zaliczają się między innymi profesor Bogumił Ostrowski, Przemysław Dębowiak, Katarzyna Węgrzynek, Maria Węgiel, Ewa Kozioł-Chrzanowska, Monika Szymańska i Barbara Ścigała-Stiller.